# Wellington Saints
Los Wellington Saints son un equipo de baloncesto de Nueva Zelanda con sede en Wellington. 

## Historial deportivo
Los Saints compiten en la Liga Nacional de Baloncesto (NBL) y juegan sus partidos en casa en el TSB Bank Arena. Los Wellington Saints se fundaron en 1981. En 1982, los Exchequer Saints ganaron el título de segunda división, lo que los ascendió a la primera división para la temporada de 1983.  Los Saints jugaron en seis partidos consecutivos de campeonato al unirse a la NBL, ganando títulos en 1984, 1985, 1987 y 1988.  Jugaron en su séptima final en 1991, donde perdieron ante los Hutt Valley Lakers.
Al final de la temporada de 1996, tanto los Saints como los Lakers estaban luchando por sobrevivir. Se fusionaron para la temporada de 1997, convirtiéndose en TransAlta Wellington. Con los fans que querían un nombre "real", para la temporada de 1998, se convirtieron en los TransAlta Wizards. Para la temporada de 1999, volvieron a la identidad original de los santos.[ 4][5] Los Saints volvieron a ser contendientes al título en la década de 2000, ya que terminaron subcampeones en 2001 y 2008, y ganaron su quinto título en 2003.
La década de 2010 estuvo dominada por los Saints, ya que jugaron en todos los partidos del campeonato entre 2010 y 2019, excepto en 2013. Reclamaron campeonatos consecutivos en 2010 y 2011, antes de reclamar su octavo título en 2014. Con su noveno título en 2016, los Saints igualaron a los Auckland Stars para la mayoría de los campeonatos en la historia de la NBL.[ 6] En 2017, los Saints hicieron historia en la NBL al convertirse en el primer equipo en completar una temporada regular perfecta, yendo 16-0.[ 7][8] Derrotaron a los Canterbury Rams en las semifinales antes de convertirse en el primer equipo en completar una temporada invicta, coronando una campaña perfecta de 200-0 al vencer a los Southland Sharks 108-75 en la final. Su décimo campeonato estableció un nuevo récord de la mayoría en la historia de la NBL.[ 9][10] Los Saints regresaron a la final en 2018, pero perdieron la oportunidad en su primer triple con una derrota por 98-96 ante los Sharks.[ 11] En 2019, los Saints completaron su segunda temporada regular invicta en tres años, yendo 18–0,[12] antes de completar otra campaña perfecta de 20–0 al derrotar a los Hawke's Bay Hawks 78-68 en la final para ganar su undécimo título.[ 13][14][15]
Los Saints se quedaron fuera de la temporada 2020 debido a la pandemia de COVID-19.[ 16][17][18] Regresaron en 2021 y ganaron su 12o campeonato.[ 19]